# Bahnhof Porto-Campanhã
Der Bahnhof Porto-Campanhã ist ein Bahnhof in Porto und der Endbahnhof der von Lissabon kommenden Linha do Norte. Zudem liegt er an der Linha do Minho, welche vom Portuenser Innenstadtbahnhof São Bento über Campanhã zum Grenzbahnhof Valença und weiter nach Vigo in Spanien führt.

## Geschichte

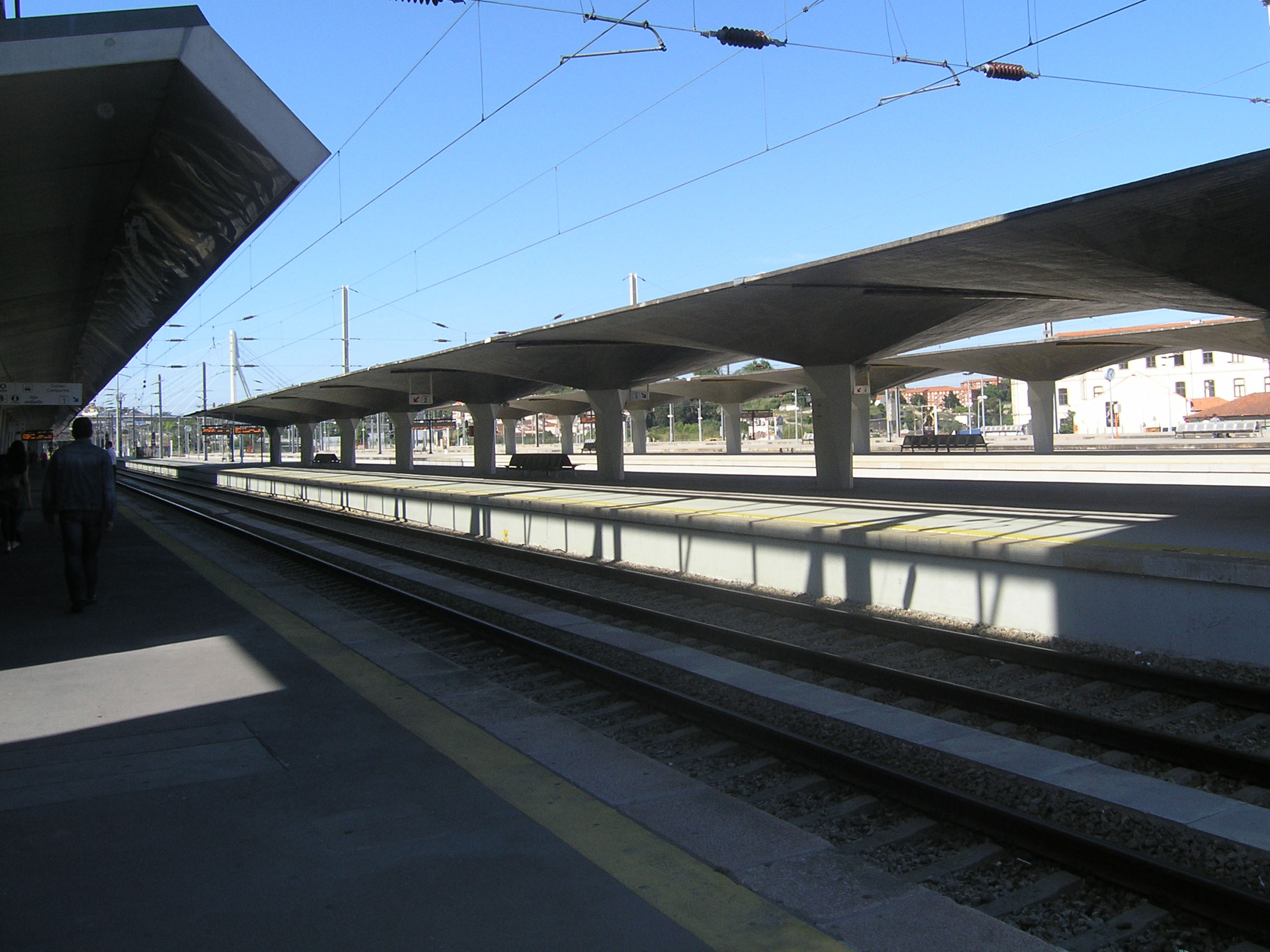
Bahnhof Porto Campanhã

Der Bahnhof wurde im Jahre 1877 eingeweiht und lag auf dem Gebiet der historischen Quinta do Pinheiro. Da er außerhalb des Zentrums liegt, wurde 1896 eine Stichstrecke zum Bahnhof São Bento errichtet, welche heute Teil der Linha do Minho ist.

## Lage und Anlage
Die als Durchgangsbahnhof angelegte Estaçao de Campanhã liegt etwas außerhalb des Zentrums im Osten der Stadt. 
Die Anlage umfasst 16 Bahnsteiggeleise, welche zwischen 220 und 550 Meter lang sind. Die Bahnsteige umfassen eine Länge zwischen 220 und 510 Meter, deren Kanten sind mit Ausnahme des ersten Bahnsteigs, der eine Höhe von 65 Zentimetern aufweist, 90 Zentimeter hoch.

## Verkehr
Der Bahnhof ist der bedeutendste Bahnknotenpunkt Nordportugals. Hier finden die Alfa-Pendular- und Intercidades-Züge nach Lissabon oder Faro ihren Ausgangspunkt, einige der Zugspaare werden über Porto hinaus nach Guimarães, Viana do Castelo oder Braga verlängert. Zudem kommen noch Internacional-Züge nach Vigo.
Im Regionalverkehr ist Campanhã der zentrale Knotenpunkt des Netzes der CP Urbanos do Porto, welche auf vier Linien Zugsverbindungen nach Aveiro, Guimarães, Braga und Marco de Canaveses anbietet.
Die gleichnamige Station der Metro Porto wird von fünf Linien bedient.